# Mai più bullismo
Mai più bullismo è stata una trasmissione televisiva italiana condotta da Pablo Trincia, trasmessa il lunedì su Rai 2 in seconda serata dal 2016 al 2018, che cerca di scoprire le meccaniche del bullismo, uno dei più grossi problemi emergenti del nuovo secolo che riguarda il mondo dei giovani. Il periodo più delicato è l'adolescenza e di conseguenza la scuola diventa il fulcro del fenomeno.